# Serie A1 2003-2004 (hockey in-line)
La Serie A1 2003-2004 è stata l'8ª edizione del massimo campionato italiano di hockey in-line. Il torneo ha avuto inizio il 10 gennaio e si è concluso il 5 giugno 2004.
Lo scudetto è stato conquistato dall'Asiago Vipers per la prima volta nella loro storia.

## Squadre partecipanti
| Club                    | Stagione | Città                | Stagione precedente                                             |
| ----------------------- | -------- | -------------------- | --------------------------------------------------------------- |
| Asiago Vipers           | dettagli | Asiago (VI)          | 1º in Serie A1 girone B, semifinale dei play-off scudetto       |
| Asiago Vipers Bite      | dettagli | Asiago (VI)          | In Serie A2, promosso                                           |
| Draghi Torino           | dettagli | Torino               | 5º in Serie A1 girone B                                         |
| Genius Milazzo          | dettagli | Milazzo (ME)         | In Serie A2, promosso                                           |
| Ghosts Padova           | dettagli | Padova               | 1º in Serie A1 girone A, vince i play-off scudetto              |
| Invicta Modena          | dettagli | Modena               | 2º in Serie A1 girone B, quarti di finale dei play-off scudetto |
| Islanders Spinea        | dettagli | Spinea (VE)          | 3º in Serie A1 girone A, semifinale dei play-off scudetto       |
| Libertas Forlì          | dettagli | Forlì                | In Serie A2, promosso                                           |
| Lions Arezzo            | dettagli | Arezzo               | 4º in Serie A1 girone A, quarti di finale dei play-off scudetto |
| Milano 17 RAMS          | dettagli | Milano               | In Serie A2, promosso                                           |
| Polet Trieste           | dettagli | Trieste              | 5º in Serie A1 girone A                                         |
| Rhegium Reggio Calabria | dettagli | Reggio Calabria      | In Serie A2, promosso                                           |
| Versilia                | dettagli | Forte dei Marmi (LU) | 4º in Serie A1 girone B, quarti di finale dei play-off scudetto |
| Wild Boys Noto          | dettagli | Noto (SR)            | 3º in Serie A1 girone B, finale dei play-off scudetto           |

## Prima fase

### Girone A

#### Risultati
| Andata (1ª) | Andata (1ª) | Prima giornata                 | Ritorno (8ª) | Ritorno (8ª) |
|             |             |                                |              |              |
| 10 gen.     | 30-0        | Asiago Vipers-Genius Milanno   | 5-0          | 28 feb.      |
| 10 gen.     | 5-3         | Ghosts Padova-Islanders Spinea | 2-8          | 28 feb.      |
| 10 gen.     | 2-3         | Polet Trieste-Invicta Modena   | 7-7          | 28 feb.      |

| Andata (2ª) | Andata (2ª) | Seconda giornata                 | Ritorno (9ª) | Ritorno (9ª) |
|             |             |                                  |              |              |
| 17 gen.     | 4-8         | Genius Milazzo-Ghosts Padova     | 1-13         | 6 mar.       |
| 17 gen.     | 2-9         | Islandres Spinea-Asiago Vipers   | 4-15         | 6 mar.       |
| 17 gen.     | 5-11        | Asiago Vipers Bite-Polet Trieste | 4-8          | 6 mar.       |

| Andata (3ª) | Andata (3ª) | Terza giornata                   | Ritorno (10ª) | Ritorno (10ª) |
|             |             |                                  |               |               |
| 24 gen.     | 4-1         | Asiago Vipers-Invicta Modena     | 3-8           | 13 mar.       |
| 24 gen.     | 4-2         | Ghosts Padova-Asiago Vipers Bite | 11-2          | 13 mar.       |
| 24 gen.     | 7-5         | Polet Trieste-Genius Milazzo     | 10-4          | 13 mar.       |

| Andata (4ª) | Andata (4ª) | Quarta giornata                   | Ritorno (11ª) | Ritorno (11ª) |
|             |             |                                   |               |               |
| 31 gen.     | 4-1         | Asiago Vipers-Ghosts Padova       | 7-3           | 20 mar.       |
| 31 gen.     | 10-3        | Genius Milazzo-Islanders Spinea   | 0-13          | 20 mar.       |
| 31 gen.     | 6-1         | Invicta Modena-Asiago Vipers Bite | 6-1           | 20 mar.       |

| Andata (5ª) | Andata (5ª) | Quinta giornata                   | Ritorno (12ª) | Ritorno (12ª) |
|             |             |                                   |               |               |
| 7 feb.      | 8-6         | Ghosts Padova-Polet Trieste       | 11-3          | 28 mar.       |
| 7 feb.      | 6-3         | Islanders Spinea-Invicta Modena   | 5-3           | 28 mar.       |
| 7 feb.      | 4-2         | Asiago Vipers Bite-Genius Milazzo | 4-4           | 28 mar.       |

| Andata (6ª) | Andata (6ª) | Sesta giornata                      | Ritorno (13ª) | Ritorno (13ª) |
|             |             |                                     |               |               |
| 14 feb.     | 6-4         | Asiago Vipers-Polet Trieste         | 6-4           | 3 apr.        |
| 14 feb.     | 0-7         | Genius Milazzo-Invicta Modena       | 0-5           | 3 apr.        |
| 14 feb.     | 5-3         | Islanders Spinea-Asiago Vipers Bite | 9-4           | 3 apr.        |

| \| Andata (7ª) \| Andata (7ª) \| Settima giornata \| Ritorno (14ª) \| Ritorno (14ª) \| \| \| \| \| \| \| \| 21 feb. \| 2-6 \| Polet Trieste-Islandres Spinea \| 2-8 \| 18 apr. \| \| 21 feb. \| 6-2 \| Invicta Modena-Ghosts Padova \| n.d. [1] \| 18 apr. \| \| 21 feb. \| 4-6 \| Asiago Vipers Bite-Asiago Vipers \| 1-16 \| 18 apr. \| |             |                                  |               |               |
| Andata (7ª) | Andata (7ª) | Settima giornata                 | Ritorno (14ª) | Ritorno (14ª) |
| |             |                                  |               |               |
| 21 feb. | 2-6         | Polet Trieste-Islandres Spinea   | 2-8           | 18 apr.       |
| 21 feb. | 6-2         | Invicta Modena-Ghosts Padova     | n.d.          | 18 apr.       |
| 21 feb. | 4-6         | Asiago Vipers Bite-Asiago Vipers | 1-16          | 18 apr.       |

#### Classifica
|  | Pos. | Squadra            | Pt | G  | V  | N | P  | GF  | GS  | DR  |
|  | ---- | ------------------ | -- | -- | -- | - | -- | --- | --- | --- |
|  | 1.   | Asiago Vipers      | 36 | 12 | 12 | 0 | 0  | 116 | 27  | +89 |
|  | 2.   | Islanders Spinea   | 24 | 12 | 8  | 0 | 4  | 72  | 58  | +14 |
|  | 3.   | Ghosts Padova      | 21 | 12 | 7  | 0 | 5  | 68  | 51  | +17 |
|  | 4.   | Invicta Modena     | 19 | 12 | 6  | 1 | 5  | 50  | 41  | +9  |
|  | 5.   | Polet Trieste      | 13 | 12 | 4  | 1 | 7  | 66  | 73  | -7  |
|  | 6.   | Genius Milazzo     | 4  | 12 | 1  | 1 | 10 | 35  | 88  | -53 |
|  | 7.   | Asiago Vipers Bite | 4  | 12 | 1  | 1 | 10 | 30  | 109 | -79 |

Legenda:
  Squadra ammessa ai play-off scudetto.
  Squadra campione d'Italia.
  Squadra vincitrice della Coppa Italia.
  Squadra vincitrice della Supercoppa italiana.
      Retrocessa in Serie A2 2004-2005.
Note:
Tre punti a vittoria, uno per il pareggio, zero a sconfitta.

### Girone B

#### Risultati
| Andata (1ª) | Andata (1ª) | Prima giornata                | Ritorno (8ª) | Ritorno (8ª) |
|             |             |                               |              |              |
| 10 gen.     | 5-3         | Wild Boys Noto-Milano 17 RAMS | 4-7          | 28 feb.      |
| 10 gen.     | 3-2         | Draghi Torino-Versilia        | 2-1          | 28 feb.      |
| 10 gen.     | 1-9         | Libertas Forlì-Lions Arezzo   | 3-7          | 28 feb.      |

| Andata (2ª) | Andata (2ª) | Seconda giornata                     | Ritorno (9ª) | Ritorno (9ª) |
|             |             |                                      |              |              |
| 17 gen.     | 5-3         | Milano 17 RAMS-Draghi Torino         | 6-2          | 6 mar.       |
| 17 gen.     | 3-10        | Versilia-Wild Boys Noto              | 1-2          | 6 mar.       |
| 17 gen.     | 2-6         | Rhegium Reggio Calabria-Lions Arezzo | 2-5          | 6 mar.       |

| Andata (3ª) | Andata (3ª) | Terza giornata                        | Ritorno (10ª) | Ritorno (10ª) |
|             |             |                                       |               |               |
| 24 gen.     | 13-0        | Wils Boys Noto-Libertas Forlì         | 9-2           | 13 mar.       |
| 24 gen.     | 2-4         | Draghi Torino-Rhegium Reggio Calabria | 3-5           | 13 mar.       |
| 24 gen.     | 5-3         | Lions Arezzo-Milano 17 RAMS           | 6-3           | 13 mar.       |

| Andata (4ª) | Andata (4ª) | Quarta giornata                        | Ritorno (11ª) | Ritorno (11ª) |
|             |             |                                        |               |               |
| 31 gen.     | 6-2         | Wild Boys Noto-Draghi Torino           | 10-4          | 20 mar.       |
| 31 gen.     | 7-2         | Milano 17 RAMS-Versilia                | 2-4           | 20 mar.       |
| 31 gen.     | 1-9         | Libertas Forlì-Rhegium Reggio Calabria | 6-14          | 20 mar.       |

| Andata (5ª) | Andata (5ª) | Quinta giornata                        | Ritorno (12ª) | Ritorno (12ª) |
|             |             |                                        |               |               |
| 7 feb.      | 5-5         | Draghi Torino-Lions Arezzo             | 2-6           | 28 mar.       |
| 7 feb.      | 3-0         | Versilia-Libertas Forlì                | 3-3           | 28 mar.       |
| 7 feb.      | 8-11        | Rhegium Reggio Calabria-Milano 17 RAMS | 6-1           | 28 mar.       |

| Andata (6ª) | Andata (6ª) | Sesta giornata                   | Ritorno (13ª) | Ritorno (13ª) |
|             |             |                                  |               |               |
| 14 feb.     | 3-5         | Wild Boys Noto-Lions Arezzo      | 3-3           | 3 apr.        |
| 14 feb.     | 4-2         | Milano 17 RAMS-Libertas Forlì    | 5-4           | 3 apr.        |
| 14 feb.     | 5-7         | Versilia-Rhegium Reggio Calabria | 1-6           | 3 apr.        |

| \| Andata (7ª) \| Andata (7ª) \| Settima giornata \| Ritorno (14ª) \| Ritorno (14ª) \| \| \| \| \| \| \| \| 21 feb. \| 4-2 \| Lions Arezzo-Versilia \| 2-1 \| 18 apr. \| \| 21 feb. \| 2-5 \| Libertas Forlì-Draghi Torino \| 0-9 \| 18 apr. \| \| 21 feb. \| 0-5 \| Rhegium Reggio Calabria-Wild Boys Noto \| 3-7 \| 18 apr. \| |             |                                        |               |               |
| Andata (7ª) | Andata (7ª) | Settima giornata                       | Ritorno (14ª) | Ritorno (14ª) |
| |             |                                        |               |               |
| 21 feb. | 4-2         | Lions Arezzo-Versilia                  | 2-1           | 18 apr.       |
| 21 feb. | 2-5         | Libertas Forlì-Draghi Torino           | 0-9           | 18 apr.       |
| 21 feb. | 0-5         | Rhegium Reggio Calabria-Wild Boys Noto | 3-7           | 18 apr.       |

#### Classifica
|  | Pos. | Squadra                 | Pt | G  | V  | N | P  | GF | GS | DR  |
|  | ---- | ----------------------- | -- | -- | -- | - | -- | -- | -- | --- |
|  | 1.   | Lions Arezzo            | 32 | 12 | 10 | 2 | 0  | 63 | 30 | +33 |
|  | 2.   | Wild Boys Noto          | 28 | 12 | 9  | 1 | 2  | 77 | 33 | +44 |
|  | 3.   | Rhegium Reggio Calabria | 21 | 12 | 7  | 0 | 5  | 66 | 53 | +13 |
|  | 4.   | Milano 17 RAMS          | 21 | 12 | 7  | 0 | 5  | 57 | 51 | +6  |
|  | 5.   | Draghi Torino           | 13 | 12 | 4  | 1 | 7  | 42 | 52 | -10 |
|  | 6.   | Versilia                | 7  | 12 | 2  | 1 | 9  | 28 | 48 | -20 |
|  | 7.   | Libertas Forlì          | 1  | 12 | 0  | 1 | 11 | 24 | 90 | -66 |

Legenda:
  Squadra ammessa ai play-off scudetto.
  Squadra campione d'Italia.
  Squadra vincitrice della Coppa Italia.
  Squadra vincitrice della Supercoppa italiana.
      Retrocessa in Serie A2 2004-2005.
Note:
Tre punti a vittoria, uno per il pareggio, zero a sconfitta.

## Play-off scudetto
|  | Quarti di finale | Quarti di finale        | Quarti di finale | Quarti di finale | Quarti di finale |  |  | Semifinali | Semifinali       | Semifinali       | Semifinali       | Semifinali       |   |   | Finale | Finale        | Finale        | Finale | Finale | Finale | Finale |  |
|  |                  |                         |                  |                  |                  |  |  |            |                  |                  |                  |                  |   |   |        |               |               |        |        |        |        |  |
|  | 1A               | Asiago Vipers           | Asiago Vipers    | 9                | 10               |  |  |            |                  |                  |                  |                  |   |   |        |               |               |        |        |        |        |  |
|  | 4B               | Milano 17 RAMS          | Milano 17 RAMS   | 2                | 3                |  |  | 1A         | Asiago Vipers    | Asiago Vipers    | 5                | 7                |   |   |        |               |               |        |        |        |        |  |
|  | 2B               | Wild Boys Noto          | Wild Boys Noto   | 9                | 13               |  |  | 2B         | Wild Boys Noto   | Wild Boys Noto   | 2                | 3                |   |   |        |               |               |        |        |        |        |  |
|  | 3A               | Ghosts Padova           | Ghosts Padova    | 7                | 0                |  |  |            |                  |                  |                  |                  |   |   | 1A     | Asiago Vipers | Asiago Vipers | 2      | 8      | 6      | 4      |  |
|  | 1B               | Lions Arezzo            | 1                | 4                | 2                |  |  |            |                  | 2A               | Islanders Spinea | Islanders Spinea | 5 | 1 | 3      | 2             |               |        |        |        |        |  |
|  | 4A               | Invicta Modena          | 4                | 1                | 5                |  |  | 4A         | Invicta Modena   | Invicta Modena   | 2                | 4                |   |   |        |               |               |        |        |        |        |  |
|  | 2A               | Islanders Spinea        | 6                | 6                | 4                |  |  | 2A         | Islanders Spinea | Islanders Spinea | 4                | 5                |   |   |        |               |               |        |        |        |        |  |
|  | 3B               | Rhegium Reggio Calabria | 8                | 2                | 2                |  |  |            |                  |                  |                  |                  |   |   |        |               |               |        |        |        |        |  |

## Verdetti
| Verdetto                    | Club                              |
| --------------------------- | --------------------------------- |
| Campione d'Italia 2003-2004 | Asiago Vipers (1º titolo)         |
| Retrocessa in Serie A2      | Asiago Vipers Bite Libertas Forlì |